# Grupo de kofun de Mozu

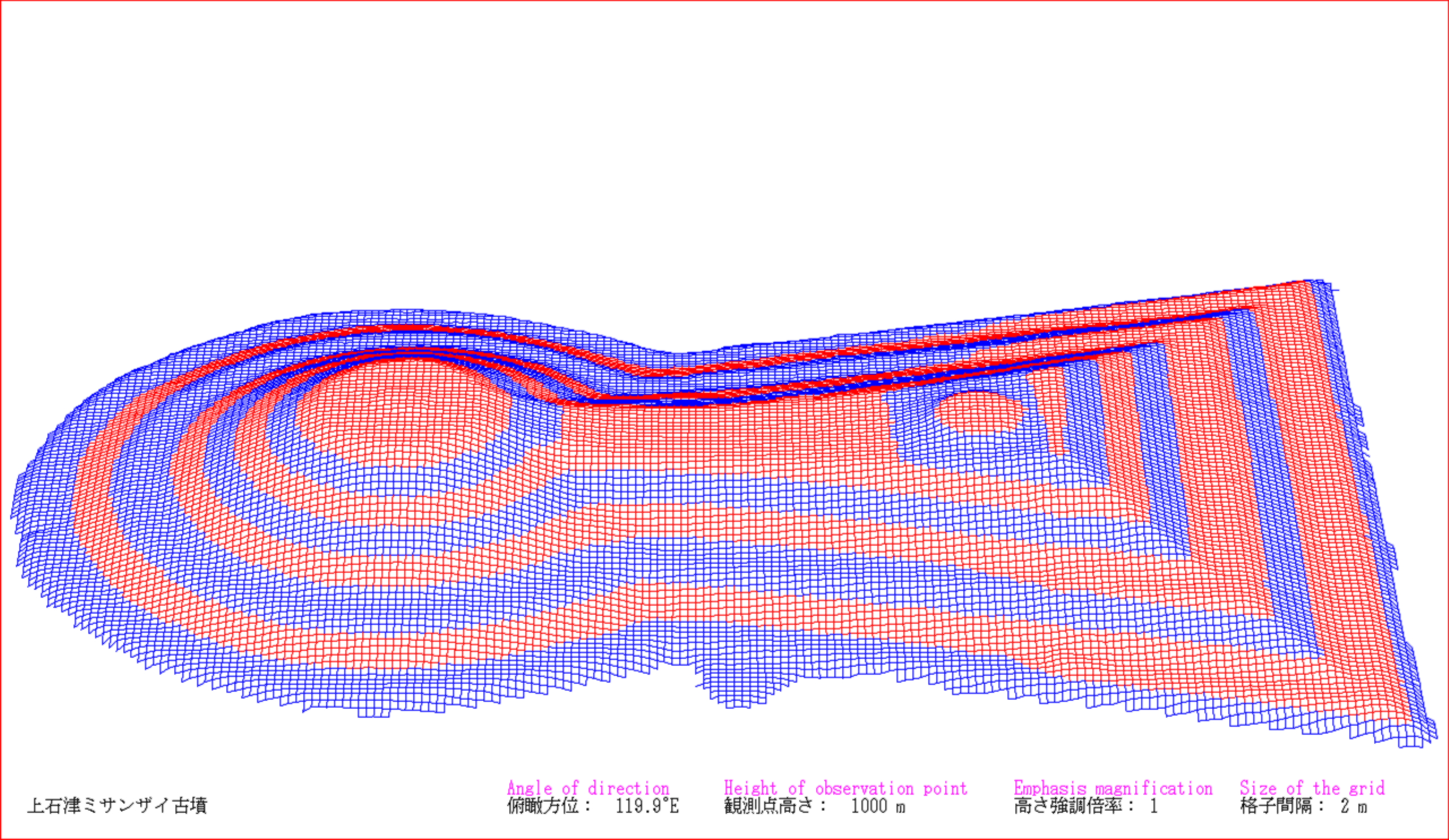
Kofun de Kamiishizu Misanzai (Tumba del emperador Richu) dibujada en 3DCG. Es el kofun de segundo tamaño en el grupo.

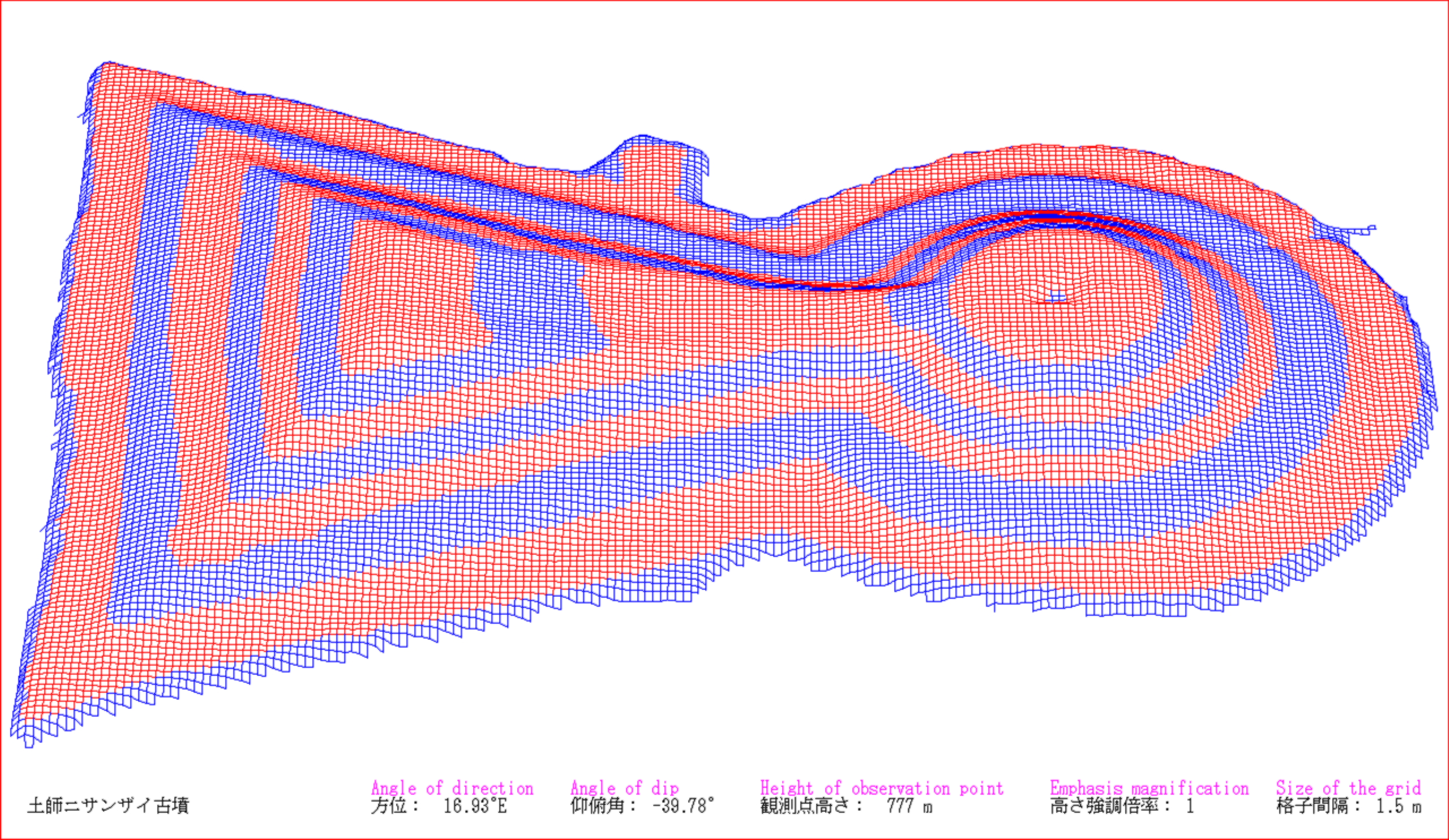
Kofun de Haze Nisanzai dibujada en 3DCG. Es el kofun de tercer tamaño en el grupo.

El grupo de kofun de Mozu (百舌鳥古墳群 Mozu kofun-gun?), también tumbas de Mozu, es una agrupación de kofun o túmulos en el área de Mozu, Sakai, prefectura de Osaka, Japón. Originalmente constaba de más de 100 tumbas redondas, ojos de cerradura y rectangulares, de las que menos del 50% se conservan.
El 22 de noviembre de 2010, la delegación permanente de Japón ante UNESCO propuso al grupo de kofungun de Mozu junto con los kofungun de Furuichi, su inscripción en la lista tentativa del Patrimonio de la Humanidad como un bien cultural según los criterios: (ii), (iii) y (iv). Su aprobación está pendiente.

## Ubicación
Los kofungun de Mozu se encuentra en la ciudad de Sakai, en el sur de la Prefectura de Osaka, en un terreno aterrazado con vistas a la bahía de Osaka. Los kofungun de Furuichi se encuentran a 10km al este de los de Mozu, en las cercanías de las ciudades de Habikino y Fujiidera.

## Historia
En el archipiélago japonés, se han contabilizado más de 200000 kofun (túmulos) entre finales del siglo III y finales del siglo VI. Fue el período cumbre de la construcción de esos montículos. Los kofun son montículos de tierra y piedras erigidos como tumbas de los miembros de la clase dominante y representa una tradición cultural como expresión de formas y diseños del orden jerárquico sociopolítico y las relaciones entre regiones del Japón de esos momentos, lo que se conoce como el período Kofun. Los mausoleos imperiales más importantes de este grupo de túmulos son los del emperador Nintoku y el emperador Richu.
En los montículos y sus alrededores se han hallado figurillas de terracota denominadas haniwa (埴輪) que eran usadas para rituales y enterradas como objetos funerarios.

## Características
Se encuentran kofun de muchas formas, dimensiones y estilos. Algunos, simplemente redondos o cuadrados (empun y hōfun). Los más grandes tienen forma de ojo de cerradura (zempô kôen fun) y representan la clase superior de los kofun, siendo construidos con gran detalle. Los tres aspectos más destacados de estos kofun son su importante tamaño, estar rodeados por varios fosos y tener varios kofun secundarios.
En la llanura de Osaka y en la cuenca de Nara, que fueron centros culturales del período Kofun, las tumbas redondeadas con forma de ojo de cerradura se construyeron de grandes longitudes, de las cuales los kofungun de Mozu-Furuichi son las más importantes. Estos dos grupos de kofun que se remontan a finales del siglo IV y principios del siglo VI son de las mayores dimensiones del país. El kofun Nintoku-tennō-ryō es una tumba de montículo que tiene un túmulo central de 486 metros de largo rodeado por un foso, que junto con una muralla fortificada alcanza los 840 metros de longitud. Se dice que es el montículo más grande del mundo. El complejo de Mozu también incluye el kofun Richû-tennô-ryô, con un túmulo de 360 metros, el tercero más grande de Japón.

## Protección
Con la inclusión en la lista tentativa de Patrimonio de la Humanidad, el nivel de conciencición, conservación y protección es importante, pero hay que recordar que en 1949, el kofun Mozu Ōtsukayama, con 168 metros de longitud fue demolido para construir viviendas. Igual suerte iba a correr el kofun Itasuke, que ante la movilización social pudo pararse, designándose como Bien de Interés Histórico.